# Premi e riconoscimenti delle (G)I-dle
Questa è una lista dei premi e dei riconoscimenti ricevuti dalle (G)I-dle, gruppo musicale sudcoreano che debuttò a maggio 2018 sotto la Cube Entertainment.

## Premi coreani
- Asia Artist Award
  - 2018 – Candidatura al Most Popular Artists (cantanti) – Top 50[1]
  - 2018 – Rookie of the Year[1]
  - 2019 – Candidatura al Most Popular Artists (cantanti) – Top 50
  - 2019 – Candidatura al Starnews Popularity Award – Gruppi femminili
  - 2019 – Groove Award[2]
  - 2020 – Best Emotive Award (cantanti)
- Gaon Chart Music Award
  - 2018 – New Artist of the Year
  - 2019 – Candidatura a Song of the Year (agosto) per Hann (Alone)[3]
  - 2019 – New Artist of the Year – digitale[3]
  - 2019 – World K-Pop Rookie
  - 2020 – Song of the Year (febbraio) per Senorita ((G)I-dle)
  - 2022 – Artist of the Year – digitale[4]
  - 2022 – Record Production of the Year per I Never Die[4]
  - 2023 – Artist of the Year – digitale[5]
- Genie Music Award
  - 2018 – Candidatura a The Top Artist[6][7]
  - 2018 – The Female New Artist[6][7]
  - 2018 – Candidatura a Genie Music Popularity Award[6][7]
  - 2019 – Candidatura a The Top Artist
  - 2019 – Candidatura a The Female Group
  - 2019 – Candidatura a The Performing Artist (donne)
  - 2019 – Candidatura a Genie Music Popularity Award
  - 2019 – Candidatura a Global Popularity Award
  - 2022 – Best Record
- Golden Disc Award
  - 2018 – Rooie of the Year
  - 2019 – Candidatura a Digital Daesang per Latata
  - 2019 – Rookie of the Year – Digitale[8]
  - 2019 – Candidatura a Popularity Award
  - 2019 – Candidatura a NetEase Most Popular K-pop Star
  - 2019 – Performance Award
  - 2020 – Performance Award
  - 2022 – Digital Bonsang
  - 2022 – Most Popular Artist
  - 2023 – Digital Bonsang
- Korea Popular Music Award
  - 2018 – Best New Artist[9]
- Melon Music Award
  - 2018 – Best New Artist[10]
- Mnet Asian Music Award
  - 2018 – Candidatura a Best New Female Artist[11]
  - 2018 – Best of Next[11]
  - 2018 – Candidatura ad Artist of the Year[11]
  - 2019 – Candidatura a Best Dance Performance – gruppi femminili per Senorita ((G)I-dle)
- Seoul Music Award
  - 2019 – Candidatura a New Artist Award
  - 2019 – Candidatura a Popularit Award
  - 2019 – Candidatura a Hallyu Special Award
- Soribada Best K-Music Award
  - 2019 – Candidatura a Best Artist of the Year – Bonsang[12]
  - 2019 – Candidatura a Female Popularity Award[12]
  - 2019 – New Wave Award[12]
- The Fact Music Award
  - 2019 – Next Leader[13]

## Premi internazionali
- Asia Model Festival
  - 2019 – New Star Award – cantanti[14]
- MTV Europe Music Award
  - 2018 – Candidatura a Best Korean Act[15]

## Altri premi
- Brand of the Year Awards
  - 2018 – Female Rookie Idol of the Year[16]
- SBS The Show Best of the Best
  - 2018 – Works Hard Award[17]
- Youtube Awards in Korea
  - 2018 – Rising Star Top 10[18]
- V Live Awards
  - 2019 – Gloal Rookie Top 5[19]
- Soompi Award
  - 2019 – Candidatura a Rookie of the Year